# Eppelborn
Eppelborn é um município da Alemanha localizado no distrito de Neunkirchen, estado do Sarre.